# Maxomys
Genre
Maxomys est un genre de rongeurs de la sous-famille des Murinés.

## Liste des espèces
Ce genre comprend les espèces suivantes :
- Maxomys alticola (Thomas, 1888).
- Maxomys baeodon (Thomas, 1894).
- Maxomys bartelsii (Jentink, 1910).
- Maxomys dollmani (Ellerman, 1941).
- Maxomys hellwaldii (Jentink, 1878).
- Maxomys hylomyoides (Robinson et Kloss, 1916).
- Maxomys inas (Bonhote, 1906).
- Maxomys inflatus (Robinson et Kloss, 1916).
- Maxomys moi (Robinson et Kloss, 1922).
- Maxomys musschenbroekii (Jentink, 1878).
- Maxomys ochraceiventer (Thomas, 1894).
- Maxomys pagensis (Miller, 1903).
- Maxomys panglima (Robinson, 1921).
- Maxomys rajah (Thomas, 1894).
- Maxomys surifer (Miller, 1900).
- Maxomys wattsi Musser, 1991.
- Maxomys whiteheadi (Thomas, 1894).